# Raul Plassmann
Raul Guilherme Plassmann (Antonina, 27 de setembro de 1944) é um ex-futebolista brasileiro que atuava como goleiro. Também trabalhou como treinador e como comentarista esportivo, em particular na TV Globo.

## Carreira

### Atlético-PR e São Paulo
Começou sua carreira no Atlético Paranaense, profissionalizou-se no Coritiba em 1964, mas logo transferiu-se para o São Paulo. Contudo, pouco utilizado no tricolor paulista, acabou trocando de clube, em 1965, quando foi para o Cruzeiro, mas antes, com breve passagem pelo Nacional, do Uruguai.

### Cruzeiro
E foi aí, em Minas Gerais, que Raul conseguiu demonstrar todo seu potencial, frente à meta. Imortalizado por suas famosas camisas amarelas, acabou se tornando um grande ídolo para a torcida cruzeirense. Jogou treze anos seguidos no clube, suas principais glórias no clube celeste foram, nove títulos mineiros, um título brasileiro e um título da Libertadores.
Na sua estreia pelo Cruzeiro, em 1965, como não havia uma camisa de goleiro que vestisse em Raul, o jogador teve de tomar emprestada uma camiseta amarela. Na época, o uniforme preto era padrão de todos os goleiros, de modo que a camisa amarela de Raul acabou chamando muita atenção. Por ser um goleiro que nunca se deixou abater e começou a se destacar com boas atuações, o que antes fora motivo de escárnio, passou a ser encarado como um talismã pela torcida cruzeirense. Assim, Raul não pôde mais abandonar o uniforme amarelo.

### Flamengo
No ano de 1978 foi para o Flamengo, tendo integrado, ao lado de Zico, Júnior, Leandro, Tita e Andrade, entre outros grandes nomes, o time rubro-negro da época.
Deixou o Flamengo com 228 jogos, 130 vitórias, 59 empates e 39 derrotas. Ele foi o goleiro dos principais títulos da geração campeã do mundo em 1981. Além disso, sagrou-se tetracampeão carioca, conquistou três Campeonatos Brasileiros (1980, 1982 e 1983), uma Libertadores da América (1981) e um Mundial (1981).

### Aposentadoria
Encerrou sua carreira profissional no ano de 1983, aos 39 anos.

## Seleção Brasileira
Apesar de ter brilhado tanto no Cruzeiro como no Flamengo, disputou somente 17 partidas pela Seleção Brasileira, entre 1975 e 1980. 
Aos 37 anos, esteve perto de participar da Copa do Mundo FIFA de 1982, realizada na Espanha. No entanto, o treinador Telê Santana acabou optando pela convocação de Waldir Peres, Paulo Sérgio e Carlos, deixando-o de fora.

## Comentarista, treinador e dirigente
Depois que encerrou a carreira de futebolista, tornou-se comentarista esportivo da TV Globo, onde permaneceu muitos anos.
Em 1987, iniciou a carreira de treinador à frente do Cruzeiro, mas sem sucesso.
Continuou trabalhando como comentarista, até que voltou a atuar como treinador, em 2003, no Juventude, porém sem grande destaque. Em 2004, tornou-se dirigente do Londrina.
Pouco tempo depois, contudo, desistiu de ser cartola e voltou a trabalhar como comentarista esportivo na Record e Rádio CBN, nas filiais de Curitiba e, mais tarde, reintegrou-se à TV Globo, quando passou a trabalhar para os canais SporTV e Premiere.
Em 2011, voltou ao Cruzeiro. Dessa vez para trabalhar nas categorias de base do clube, como o responsável pela subida de categoria dos atletas "pratas da casa".

## Estatísticas como jogador
Atualizadas até 6 de fevereiro de 1990

### Clubes
| Clube             | Temporada         | Campeonato nacional | Campeonato nacional | Campeonato nacional | Copa nacional[a] | Copa nacional[a] | Copa nacional[a] | Competições continentais[b] | Competições continentais[b] | Competições continentais[b] | Outros torneios[c] | Outros torneios[c] | Outros torneios[c] | Total | Total | Total   |
| Clube             | Temporada         | Jogos               | Gols                | Assist.             | Jogos            | Gols             | Assist.          | Jogos                       | Gols                        | Assist.                     | Jogos              | Gols               | Assist.            | Jogos | Gols  | Assist. |
| ----------------- | ----------------- | ------------------- | ------------------- | ------------------- | ---------------- | ---------------- | ---------------- | --------------------------- | --------------------------- | --------------------------- | ------------------ | ------------------ | ------------------ | ----- | ----- | ------- |
| Flamengo          | 1978              | 0                   | 0                   | 0                   | —                | —                | —                | —                           | —                           | —                           | 0                  | 0                  | 0                  | 20    | 0     | 0       |
| Flamengo          | 1979              | 0                   | 0                   | 0                   | —                | —                | —                | —                           | —                           | —                           | 0                  | 0                  | 0                  | 7     | 0     | 0       |
| Flamengo          | 1980              | 0                   | 0                   | 0                   | —                | —                | —                | —                           | —                           | —                           | 0                  | 0                  | 0                  | 50    | 0     | 0       |
| Flamengo          | 1981              | 0                   | 0                   | 0                   | —                | —                | —                | 10                          | 0                           | 0                           | 0                  | 0                  | 0                  | 56    | 0     | 0       |
| Flamengo          | 1982              | 0                   | 0                   | 0                   | —                | —                | —                | 0                           | 0                           | 0                           | 0                  | 0                  | 0                  | 34    | 0     | 0       |
| Flamengo          | 1983              | 0                   | 0                   | 0                   | —                | —                | —                | 0                           | 0                           | 0                           | 0                  | 0                  | 0                  | 60    | 0     | 0       |
| Flamengo          | Total             | 0                   | 0                   | 0                   | 0                | 0                | 0                | 0                           | 0                           | 0                           | 0                  | 0                  | 0                  | 227   | 0     | 0       |
| Flamengo          | 1990              | —                   | —                   | —                   | —                | —                | —                | —                           | —                           | —                           | 1                  | 0                  | 0                  | 1     | 0     | 0       |
| Flamengo          | Total             | 0                   | 0                   | 0                   | 0                | 0                | 0                | 0                           | 0                           | 0                           | 1                  | 0                  | 0                  | 1     | 0     | 0       |
| Total na carreira | Total na carreira | 0                   | 0                   | 0                   | 0                | 0                | 0                | 0                           | 0                           | 0                           | 0                  | 0                  | 0                  | 228   | 0     | 0       |

- a. ^ Jogos da Copa do Brasil
- b. ^ Jogos da Copa Libertadores da América
- c. ^ Jogos do Campeonato Carioca, Amistoso e Copa Intercontinental

|          | Data                   | Local                                    | Resultado | Adversário        | Gols | Assist. | Competição                           |
| -------- | ---------------------- | ---------------------------------------- | --------- | ----------------- | ---- | ------- | ------------------------------------ |
| Flamengo |                        |                                          |           |                   |      |         |                                      |
|          | 7 de agosto de 1981    | Maracanã, Rio de Janeiro, Brasil         | 2–2       | Atlético Mineiro  | 0    | 0       | Copa Libertadores da América de 1981 |
|          | 11 de agosto de 1981   | Defensores del Chaco, Assunção, Paraguai | 4–2       | Cerro Porteño     | 0    | 0       | Copa Libertadores da América de 1981 |
|          | 14 de agosto de 1981   | Defensores del Chaco, Assunção, Paraguai | 0–0       | Olimpia           | 0    | 0       | Copa Libertadores da América de 1981 |
|          | 21 de agosto de 1981   | Serra Dourada, Goiânia, Brasil           | 0–0       | Atlético Mineiro  | 0    | 0       | Copa Libertadores da América de 1981 |
|          | 15 de setembro de 1981 | Maracanã, Rio de Janeiro, Brasil         | 2–0       | Boca Juniors      | 0    | 0       | Amistoso                             |
|          | 2 de outubro de 1981   | Pascual Guerrero, Cáli, Colômbia         | 1–0       | Deportivo Cali    | 0    | 0       | Copa Libertadores da América de 1981 |
|          | 13 de outubro de 1981  | Félix Capriles, Cochabamba, Bolívia      | 2–1       | Jorge Wilstermann | 0    | 0       | Copa Libertadores da América de 1981 |
|          | 23 de outubro de 1981  | Maracanã, Rio de Janeiro, Brasil         | 3–0       | Deportivo Cali    | 0    | 0       | Copa Libertadores da América de 1981 |
|          | 13 de novembro de 1981 | Maracanã, Rio de Janeiro, Brasil         | 2–1       | Cobreloa          | 0    | 0       | Copa Libertadores da América de 1981 |
|          | 20 de novembro de 1981 | Estádio Nacional, Santiago, Chile        | 0–1       | Cobreloa          | 0    | 0       | Copa Libertadores da América de 1981 |
|          | 23 de novembro de 1981 | Estádio Centenário, Montevidéu, Uruguai  | 2–0       | Cobreloa          | 0    | 0       | Copa Libertadores da América de 1981 |
|          | 13 de dezembro de 1981 | Estádio Nacional, Tóquio, Japão          | 3–0       | Liverpool         | 0    | 0       | Copa Europeia/Sul-Americana de 1981  |

## Títulos
Cruzeiro
- Campeonato Mineiro: 1965, 1966, 1967, 1968, 1969, 1972, 1973, 1974, 1975 e 1977
- Campeonato Brasileiro: 1966
- Copa Libertadores da América: 1976

Flamengo
- Campeonato Carioca: 1978, 1979 (Especial), 1979 e 1981
- Campeonato Brasileiro: 1980, 1982 e 1983
- Copa Libertadores da América: 1981
- Copa Intercontinental: 1981

Seleção Brasileira
- Taça do Atlântico: 1976
- Copa Roca: 1976
- Torneio Bicentenário dos Estados Unidos: 1976

### Prêmios individuais
- Maior Goleiro da História do Cruzeiro (Portal HD): 2013[5]
- Maior Goleiro da História do Flamengo (Lance!): 2017[6]